# Lista di asteroidi (733001-734000)
Di seguito una lista di asteroidi dal numero 733001  al 734000 con data di scoperta e scopritore.

## 733001–733100
| Nome   | Designazione provvisoria | Data di scoperta  | Scopritore                              |
| ------ | ------------------------ | ----------------- | --------------------------------------- |
| 733001 | 2014 OF166               | 8 settembre 2010  | Spacewatch                              |
| 733002 | 2014 OO168               | 27 luglio 2014    | Pan-STARRS                              |
| 733003 | 2014 OB171               | 27 luglio 2014    | Pan-STARRS                              |
| 733004 | 2014 OJ171               | 6 ottobre 2008    | Spacewatch                              |
| 733005 | 2014 OK172               | 25 agosto 2003    | NEAT                                    |
| 733006 | 2014 OE176               | 27 luglio 2014    | Pan-STARRS                              |
| 733007 | 2014 OA177               | 18 marzo 2004     | NEAT                                    |
| 733008 | 2014 OE181               | 6 luglio 2014     | Pan-STARRS                              |
| 733009 | 2014 OK181               | 28 giugno 2014    | Pan-STARRS                              |
| 733010 | 2014 OR181               | 6 maggio 2002     | NEAT                                    |
| 733011 | 2014 OL186               | 14 settembre 2005 | Spacewatch                              |
| 733012 | 2014 OJ189               | 27 luglio 2014    | Pan-STARRS                              |
| 733013 | 2014 OC192               | 24 ottobre 2011   | Mount Lemmon Survey                     |
| 733014 | 2014 OZ193               | 4 ottobre 2004    | Spacewatch                              |
| 733015 | 2014 OE194               | 3 novembre 2005   | Mount Lemmon Survey                     |
| 733016 | 2014 OV195               | 26 luglio 2005    | NEAT                                    |
| 733017 | 2014 OB199               | 26 ottobre 2009   | Mount Lemmon Survey                     |
| 733018 | 2014 OY201               | 18 gennaio 2012   | Spacewatch                              |
| 733019 | 2014 ON208               | 1 ottobre 2010    | Mount Lemmon Survey                     |
| 733020 | 2014 OS209               | 25 luglio 2014    | Pan-STARRS                              |
| 733021 | 2014 OL210               | 7 luglio 2005     | Osservatorio di Mauna Kea               |
| 733022 | 2014 OU213               | 5 ottobre 2010    | K. Černis                               |
| 733023 | 2014 OM216               | 2 aprile 2009     | Spacewatch                              |
| 733024 | 2014 OV220               | 10 gennaio 2008   | Mount Lemmon Survey                     |
| 733025 | 2014 OY221               | 13 gennaio 2011   | Mount Lemmon Survey                     |
| 733026 | 2014 OJ226               | 12 aprile 2010    | Mount Lemmon Survey                     |
| 733027 | 2014 OX230               | 29 febbraio 2008  | Spacewatch                              |
| 733028 | 2014 OO233               | 10 aprile 2013    | Pan-STARRS                              |
| 733029 | 2014 OK234               | 27 giugno 2014    | Pan-STARRS                              |
| 733030 | 2014 OQ235               | 10 ottobre 2002   | SDSS Collaboration                      |
| 733031 | 2014 OP236               | 13 gennaio 2013   | Mount Lemmon Survey                     |
| 733032 | 2014 OZ236               | 2 febbraio 2009   | CSS                                     |
| 733033 | 2014 OL239               | 31 marzo 2008     | Spacewatch                              |
| 733034 | 2014 OX244               | 16 ottobre 2009   | Mount Lemmon Survey                     |
| 733035 | 2014 OA251               | 23 ottobre 2001   | NEAT                                    |
| 733036 | 2014 OG254               | 10 settembre 2010 | Spacewatch                              |
| 733037 | 2014 ON254               | 29 luglio 2014    | Pan-STARRS                              |
| 733038 | 2014 OQ254               | 29 luglio 2014    | Pan-STARRS                              |
| 733039 | 2014 OY255               | 29 luglio 2014    | Pan-STARRS                              |
| 733040 | 2014 OA256               | 20 luglio 2010    | WISE                                    |
| 733041 | 2014 OD257               | 6 marzo 2008      | Mount Lemmon Survey                     |
| 733042 | 2014 OT257               | 8 agosto 2010     | WISE                                    |
| 733043 | 2014 ON261               | 13 settembre 2005 | Spacewatch                              |
| 733044 | 2014 OC263               | 27 giugno 2014    | Pan-STARRS                              |
| 733045 | 2014 OS265               | 1 gennaio 2008    | Spacewatch                              |
| 733046 | 2014 OD267               | 20 luglio 2010    | WISE                                    |
| 733047 | 2014 OH268               | 6 novembre 2010   | Mount Lemmon Survey                     |
| 733048 | 2014 OV270               | 15 ottobre 2009   | CSS                                     |
| 733049 | 2014 OO271               | 13 marzo 2012     | Mount Lemmon Survey                     |
| 733050 | 2014 OX274               | 29 luglio 2014    | Pan-STARRS                              |
| 733051 | 2014 OY279               | 26 dicembre 2006  | Spacewatch                              |
| 733052 | 2014 OV280               | 17 settembre 2010 | Mount Lemmon Survey                     |
| 733053 | 2014 OU281               | 24 settembre 2004 | Spacewatch                              |
| 733054 | 2014 OA285               | 8 luglio 2014     | Pan-STARRS                              |
| 733055 | 2014 OK293               | 4 aprile 2010     | WISE                                    |
| 733056 | 2014 OQ298               | 24 luglio 2010    | WISE                                    |
| 733057 | 2014 OO299               | 25 dicembre 2005  | Spacewatch                              |
| 733058 | 2014 OZ309               | 27 luglio 2014    | Pan-STARRS                              |
| 733059 | 2014 OB312               | 27 luglio 2014    | Pan-STARRS                              |
| 733060 | 2014 ON319               | 29 luglio 2014    | Pan-STARRS                              |
| 733061 | 2014 OS322               | 13 agosto 2010    | Spacewatch                              |
| 733062 | 2014 OL323               | 27 luglio 2010    | WISE                                    |
| 733063 | 2014 OC326               | 14 febbraio 2007  | Osservatorio di Mauna Kea               |
| 733064 | 2014 OO328               | 29 giugno 2014    | Pan-STARRS                              |
| 733065 | 2014 OR328               | 8 settembre 2011  | Pan-STARRS                              |
| 733066 | 2014 OQ332               | 14 aprile 2008    | Mount Lemmon Survey                     |
| 733067 | 2014 OZ335               | 30 luglio 2014    | Pan-STARRS                              |
| 733068 | 2014 OF341               | 8 ottobre 2005    | Spacewatch                              |
| 733069 | 2014 OK344               | 24 luglio 2007    | LUSS                                    |
| 733070 | 2014 OT346               | 19 settembre 2006 | Spacewatch                              |
| 733071 | 2014 OU346               | 28 luglio 2014    | Pan-STARRS                              |
| 733072 | 2014 OX358               | 7 luglio 2014     | Pan-STARRS                              |
| 733073 | 2014 OX359               | 28 luglio 2014    | Pan-STARRS                              |
| 733074 | 2014 OT360               | 3 dicembre 2010   | Mount Lemmon Survey                     |
| 733075 | 2014 OU363               | 11 ottobre 2005   | Spacewatch                              |
| 733076 | 2014 OZ366               | 12 novembre 2010  | Spacewatch                              |
| 733077 | 2014 ON369               | 25 luglio 2014    | Pan-STARRS                              |
| 733078 | 2014 OB375               | 26 gennaio 2003   | AMOS                                    |
| 733079 | 2014 OQ376               | 24 maggio 2001    | SDSS Collaboration                      |
| 733080 | 2014 OL378               | 1 febbraio 2010   | WISE                                    |
| 733081 | 2014 OV382               | 1 agosto 2001     | NEAT                                    |
| 733082 | 2014 OO387               | 28 luglio 2014    | Pan-STARRS                              |
| 733083 | 2014 OW390               | 14 marzo 2013     | M. Schwartz, P. R. Holvorcem            |
| 733084 | 2014 OE393               | 19 novembre 2009  | CSS                                     |
| 733085 | 2014 OM393               | 27 settembre 2005 | NEAT                                    |
| 733086 | 2014 OZ398               | 27 febbraio 2012  | Osservatorio del Roque de los Muchachos |
| 733087 | 2014 OV399               | 27 luglio 2014    | Pan-STARRS                              |
| 733088 | 2014 OY399               | 30 settembre 2009 | Mount Lemmon Survey                     |
| 733089 | 2014 OM401               | 8 marzo 2008      | Mount Lemmon Survey                     |
| 733090 | 2014 OB402               | 9 febbraio 2010   | WISE                                    |
| 733091 | 2014 OG403               | 31 luglio 2014    | Pan-STARRS                              |
| 733092 | 2014 OO404               | 29 agosto 2009    | Spacewatch                              |
| 733093 | 2014 OM405               | 25 luglio 2014    | Pan-STARRS                              |
| 733094 | 2014 OU405               | 10 settembre 2010 | Spacewatch                              |
| 733095 | 2014 OM406               | 8 agosto 2005     | Cerro Tololo Obs.                       |
| 733096 | 2014 OR406               | 25 luglio 2014    | Pan-STARRS                              |
| 733097 | 2014 OF407               | 25 febbraio 2007  | Spacewatch                              |
| 733098 | 2014 OL407               | 25 luglio 2014    | Pan-STARRS                              |
| 733099 | 2014 OW408               | 25 luglio 2014    | Pan-STARRS                              |
| 733100 | 2014 ON409               | 25 luglio 2014    | Pan-STARRS                              |

## 733101–733200
| Nome   | Designazione provvisoria | Data di scoperta  | Scopritore                          |
| ------ | ------------------------ | ----------------- | ----------------------------------- |
| 733101 | 2014 OM410               | 24 marzo 2009     | Spacewatch                          |
| 733102 | 2014 OE411               | 8 febbraio 2013   | Pan-STARRS                          |
| 733103 | 2014 OG412               | 15 aprile 2013    | Pan-STARRS                          |
| 733104 | 2014 OD413               | 30 luglio 2014    | Spacewatch                          |
| 733105 | 2014 OE413               | 30 luglio 2014    | Spacewatch                          |
| 733106 | 2014 OH413               | 30 luglio 2014    | Spacewatch                          |
| 733107 | 2014 OL413               | 11 ottobre 2010   | Mount Lemmon Survey                 |
| 733108 | 2014 OR417               | 25 luglio 2014    | Pan-STARRS                          |
| 733109 | 2014 OG432               | 25 luglio 2014    | Pan-STARRS                          |
| 733110 | 2014 OJ434               | 25 luglio 2014    | Pan-STARRS                          |
| 733111 | 2014 OK437               | 29 luglio 2014    | Pan-STARRS                          |
| 733112 | 2014 OL446               | 28 luglio 2014    | Pan-STARRS                          |
| 733113 | 2014 OV451               | 6 aprile 2013     | Mount Lemmon Survey                 |
| 733114 | 2014 OU457               | 10 settembre 2007 | Mount Lemmon Survey                 |
| 733115 | 2014 OQ463               | 29 luglio 2014    | Pan-STARRS                          |
| 733116 | 2014 PE10                | 10 novembre 2010  | Mount Lemmon Survey                 |
| 733117 | 2014 PP13                | 25 luglio 2014    | Pan-STARRS                          |
| 733118 | 2014 PM15                | 9 marzo 2007      | Mount Lemmon Survey                 |
| 733119 | 2014 PP15                | 22 gennaio 2010   | WISE                                |
| 733120 | 2014 PP18                | 12 novembre 2010  | Mount Lemmon Survey                 |
| 733121 | 2014 PP20                | 30 settembre 2005 | D. Healy                            |
| 733122 | 2014 PA22                | 25 ottobre 2001   | SDSS Collaboration                  |
| 733123 | 2014 PE23                | 25 luglio 2014    | Pan-STARRS                          |
| 733124 | 2014 PR26                | 29 ottobre 2005   | Spacewatch                          |
| 733125 | 2014 PG27                | 12 ottobre 2010   | Mount Lemmon Survey                 |
| 733126 | 2014 PQ27                | 4 agosto 2014     | Pan-STARRS                          |
| 733127 | 2014 PS27                | 4 agosto 2014     | Pan-STARRS                          |
| 733128 | 2014 PZ27                | 4 agosto 2014     | Pan-STARRS                          |
| 733129 | 2014 PE31                | 30 luglio 2014    | Spacewatch                          |
| 733130 | 2014 PM31                | 2 dicembre 2005   | Osservatorio di Mauna Kea           |
| 733131 | 2014 PN35                | 5 marzo 2013      | Mount Lemmon Survey                 |
| 733132 | 2014 PW36                | 27 agosto 2009    | Spacewatch                          |
| 733133 | 2014 PA38                | 15 marzo 2008     | Mount Lemmon Survey                 |
| 733134 | 2014 PR38                | 29 settembre 2009 | Mount Lemmon Survey                 |
| 733135 | 2014 PV40                | 11 marzo 2005     | Mount Lemmon Survey                 |
| 733136 | 2014 PS41                | 19 settembre 2009 | Spacewatch                          |
| 733137 | 2014 PG43                | 27 ottobre 2009   | Osservatorio astronomico di Maiorca |
| 733138 | 2014 PY43                | 4 agosto 2014     | Pan-STARRS                          |
| 733139 | 2014 PG47                | 14 novembre 2007  | Spacewatch                          |
| 733140 | 2014 PD49                | 12 maggio 2013    | Pan-STARRS                          |
| 733141 | 2014 PN51                | 28 luglio 2014    | Pan-STARRS                          |
| 733142 | 2014 PK53                | 19 ottobre 2010   | Mount Lemmon Survey                 |
| 733143 | 2014 PA54                | 23 marzo 2013     | Mount Lemmon Survey                 |
| 733144 | 2014 PS55                | 7 luglio 2014     | Pan-STARRS                          |
| 733145 | 2014 PU55                | 24 ottobre 2003   | R. A. Tucker                        |
| 733146 | 2014 PP56                | 16 settembre 2001 | LINEAR                              |
| 733147 | 2014 PR56                | 5 gennaio 2012    | Pan-STARRS                          |
| 733148 | 2014 PC57                | 29 gennaio 2003   | SDSS Collaboration                  |
| 733149 | 2014 PM60                | 8 maggio 2008     | Mount Lemmon Survey                 |
| 733150 | 2014 PN60                | 19 novembre 2006  | Spacewatch                          |
| 733151 | 2014 PV60                | 25 febbraio 2007  | Mount Lemmon Survey                 |
| 733152 | 2014 PW61                | 8 febbraio 2013   | Pan-STARRS                          |
| 733153 | 2014 PJ68                | 25 ottobre 2011   | Pan-STARRS                          |
| 733154 | 2014 PS68                | 26 marzo 2006     | Mount Lemmon Survey                 |
| 733155 | 2014 PT69                | 20 maggio 2004    | Spacewatch                          |
| 733156 | 2014 PE72                | 2 novembre 2010   | Mount Lemmon Survey                 |
| 733157 | 2014 PY74                | 14 agosto 2004    | Cerro Tololo Obs.                   |
| 733158 | 2014 PU75                | 3 agosto 2014     | Pan-STARRS                          |
| 733159 | 2014 PD76                | 2 novembre 2010   | Mount Lemmon Survey                 |
| 733160 | 2014 PA78                | 1 dicembre 2005   | L. H. Wasserman, R. Millis          |
| 733161 | 2014 PJ80                | 5 marzo 2008      | Mount Lemmon Survey                 |
| 733162 | 2014 PT81                | 7 marzo 2013      | Spacewatch                          |
| 733163 | 2014 PG82                | 10 gennaio 2008   | Mount Lemmon Survey                 |
| 733164 | 2014 QW3                 | 10 luglio 2010    | WISE                                |
| 733165 | 2014 QG5                 | 3 luglio 2014     | Pan-STARRS                          |
| 733166 | 2014 QJ7                 | 19 marzo 2013     | Pan-STARRS                          |
| 733167 | 2014 QE14                | 30 giugno 2014    | Pan-STARRS                          |
| 733168 | 2014 QR16                | 13 ottobre 2010   | Spacewatch                          |
| 733169 | 2014 QX17                | 21 novembre 2009  | Mount Lemmon Survey                 |
| 733170 | 2014 QB19                | 18 gennaio 2012   | Mount Lemmon Survey                 |
| 733171 | 2014 QM19                | 30 gennaio 2006   | Spacewatch                          |
| 733172 | 2014 QT19                | 20 settembre 2003 | Spacewatch                          |
| 733173 | 2014 QP21                | 6 agosto 2008     | I. Eglītis                          |
| 733174 | 2014 QV21                | 17 settembre 2009 | Spacewatch                          |
| 733175 | 2014 QS23                | 30 settembre 2009 | Mount Lemmon Survey                 |
| 733176 | 2014 QR28                | 18 agosto 2014    | Pan-STARRS                          |
| 733177 | 2014 QL29                | 5 marzo 2006      | Spacewatch                          |
| 733178 | 2014 QO30                | 5 febbraio 2011   | Mount Lemmon Survey                 |
| 733179 | 2014 QF31                | 29 marzo 2010     | WISE                                |
| 733180 | 2014 QS31                | 14 gennaio 2008   | Spacewatch                          |
| 733181 | 2014 QK35                | 29 giugno 2014    | Pan-STARRS                          |
| 733182 | 2014 QX42                | 17 dicembre 2006  | Mount Lemmon Survey                 |
| 733183 | 2014 QC47                | 25 novembre 2005  | Spacewatch                          |
| 733184 | 2014 QV48                | 1 gennaio 2012    | Mount Lemmon Survey                 |
| 733185 | 2014 QY49                | 28 ottobre 2008   | Spacewatch                          |
| 733186 | 2014 QL66                | 27 luglio 2014    | G. Lehmann, A. Knöfel               |
| 733187 | 2014 QE67                | 23 giugno 2014    | Spacewatch                          |
| 733188 | 2014 QR69                | 20 agosto 2014    | Pan-STARRS                          |
| 733189 | 2014 QW74                | 14 dicembre 1995  | Spacewatch                          |
| 733190 | 2014 QJ77                | 16 settembre 2009 | Mount Lemmon Survey                 |
| 733191 | 2014 QJ78                | 10 aprile 2013    | Pan-STARRS                          |
| 733192 | 2014 QN83                | 17 settembre 2006 | CSS                                 |
| 733193 | 2014 QM84                | 20 agosto 2014    | Pan-STARRS                          |
| 733194 | 2014 QQ85                | 8 luglio 2000     | Spacewatch                          |
| 733195 | 2014 QP87                | 4 ottobre 2003    | Spacewatch                          |
| 733196 | 2014 QW92                | 16 aprile 2013    | Pan-STARRS                          |
| 733197 | 2014 QL93                | 20 gennaio 2012   | Pan-STARRS                          |
| 733198 | 2014 QL94                | 4 ottobre 2004    | Spacewatch                          |
| 733199 | 2014 QW101               | 20 agosto 2014    | Pan-STARRS                          |
| 733200 | 2014 QN103               | 20 agosto 2014    | Pan-STARRS                          |

## 733201–733300
| Nome   | Designazione provvisoria | Data di scoperta  | Scopritore                  |
| ------ | ------------------------ | ----------------- | --------------------------- |
| 733201 | 2014 QK104               | 25 febbraio 2012  | Mount Lemmon Survey         |
| 733202 | 2014 QV104               | 20 agosto 2014    | Pan-STARRS                  |
| 733203 | 2014 QA106               | 13 febbraio 2012  | Pan-STARRS                  |
| 733204 | 2014 QF108               | 1 luglio 2014     | Pan-STARRS                  |
| 733205 | 2014 QS110               | 27 febbraio 2012  | Pan-STARRS                  |
| 733206 | 2014 QM112               | 15 aprile 2008    | Mount Lemmon Survey         |
| 733207 | 2014 QS114               | 30 ottobre 2002   | SDSS Collaboration          |
| 733208 | 2014 QE115               | 10 settembre 2007 | Mount Lemmon Survey         |
| 733209 | 2014 QK115               | 6 agosto 2014     | Spacewatch                  |
| 733210 | 2014 QL115               | 20 agosto 2014    | Pan-STARRS                  |
| 733211 | 2014 QS118               | 13 novembre 2006  | Spacewatch                  |
| 733212 | 2014 QA121               | 3 dicembre 2010   | Mount Lemmon Survey         |
| 733213 | 2014 QU121               | 7 luglio 2014     | Pan-STARRS                  |
| 733214 | 2014 QV124               | 28 settembre 2008 | Mount Lemmon Survey         |
| 733215 | 2014 QS125               | 27 gennaio 2011   | Mount Lemmon Survey         |
| 733216 | 2014 QD126               | 20 novembre 2007  | Mount Lemmon Survey         |
| 733217 | 2014 QM126               | 7 maggio 2008     | Spacewatch                  |
| 733218 | 2014 QJ129               | 10 febbraio 2011  | Mount Lemmon Survey         |
| 733219 | 2014 QH133               | 5 agosto 2014     | Pan-STARRS                  |
| 733220 | 2014 QK135               | 20 agosto 2014    | Pan-STARRS                  |
| 733221 | 2014 QO135               | 26 settembre 2007 | Mount Lemmon Survey         |
| 733222 | 2014 QD138               | 19 marzo 2013     | Pan-STARRS                  |
| 733223 | 2014 QT140               | 27 ottobre 2005   | Spacewatch                  |
| 733224 | 2014 QD143               | 22 maggio 2010    | Spacewatch                  |
| 733225 | 2014 QP144               | 28 agosto 2003    | NEAT                        |
| 733226 | 2014 QR147               | 3 agosto 2014     | Pan-STARRS                  |
| 733227 | 2014 QS148               | 29 settembre 2003 | Spacewatch                  |
| 733228 | 2014 QO149               | 26 settembre 2003 | SDSS Collaboration          |
| 733229 | 2014 QF151               | 5 novembre 2004   | A. Giunta, V. Casula        |
| 733230 | 2014 QD154               | 8 marzo 2013      | R. Holmes                   |
| 733231 | 2014 QG154               | 24 giugno 2014    | Pan-STARRS                  |
| 733232 | 2014 QM156               | 22 agosto 2014    | Pan-STARRS                  |
| 733233 | 2014 QZ156               | 29 giugno 2014    | Pan-STARRS                  |
| 733234 | 2014 QQ158               | 22 agosto 2014    | Pan-STARRS                  |
| 733235 | 2014 QJ163               | 1 dicembre 2006   | Spacewatch                  |
| 733236 | 2014 QP173               | 7 febbraio 2000   | Spacewatch                  |
| 733237 | 2014 QV176               | 4 ottobre 2002    | SDSS Collaboration          |
| 733238 | 2014 QK177               | 7 gennaio 2006    | Mount Lemmon Survey         |
| 733239 | 2014 QV177               | 27 gennaio 2007   | Mount Lemmon Survey         |
| 733240 | 2014 QK182               | 15 luglio 2005    | Spacewatch                  |
| 733241 | 2014 QL182               | 1 febbraio 1995   | Spacewatch                  |
| 733242 | 2014 QO183               | 17 settembre 2009 | Mount Lemmon Survey         |
| 733243 | 2014 QH185               | 30 dicembre 2007  | Spacewatch                  |
| 733244 | 2014 QX188               | 26 febbraio 2009  | Alianza S4 Obs.             |
| 733245 | 2014 QD192               | 19 ottobre 2003   | Spacewatch                  |
| 733246 | 2014 QR193               | 22 agosto 2014    | Pan-STARRS                  |
| 733247 | 2014 QP196               | 30 gennaio 2011   | Pan-STARRS                  |
| 733248 | 2014 QG202               | 22 agosto 2014    | Pan-STARRS                  |
| 733249 | 2014 QZ202               | 16 gennaio 2011   | Mount Lemmon Survey         |
| 733250 | 2014 QO204               | 20 settembre 2000 | R. Millis, R. M. Wagner     |
| 733251 | 2014 QR208               | 4 ottobre 1999    | Spacewatch                  |
| 733252 | 2014 QQ209               | 17 novembre 2009  | CSS                         |
| 733253 | 2014 QJ217               | 14 dicembre 2006  | Mount Lemmon Survey         |
| 733254 | 2014 QV217               | 19 marzo 2007     | Mount Lemmon Survey         |
| 733255 | 2014 QN221               | 24 giugno 2014    | Pan-STARRS                  |
| 733256 | 2014 QM224               | 19 settembre 2003 | NEAT                        |
| 733257 | 2014 QS224               | 23 agosto 2007    | F. Kugel                    |
| 733258 | 2014 QA227               | 15 settembre 2004 | Spacewatch                  |
| 733259 | 2014 QM227               | 11 ottobre 2010   | Mount Lemmon Survey         |
| 733260 | 2014 QT227               | 20 agosto 2014    | Pan-STARRS                  |
| 733261 | 2014 QM229               | 20 agosto 2014    | Pan-STARRS                  |
| 733262 | 2014 QO229               | 20 agosto 2014    | Pan-STARRS                  |
| 733263 | 2014 QU230               | 22 agosto 2014    | Pan-STARRS                  |
| 733264 | 2014 QA233               | 13 marzo 2010     | Spacewatch                  |
| 733265 | 2014 QV233               | 25 novembre 2005  | Mount Lemmon Survey         |
| 733266 | 2014 QZ234               | 22 agosto 2014    | Pan-STARRS                  |
| 733267 | 2014 QX236               | 20 agosto 2014    | Pan-STARRS                  |
| 733268 | 2014 QX238               | 11 novembre 2009  | Mount Lemmon Survey         |
| 733269 | 2014 QE239               | 14 ottobre 2001   | SDSS Collaboration          |
| 733270 | 2014 QD244               | 18 agosto 2009    | Spacewatch                  |
| 733271 | 2014 QG246               | 22 agosto 2014    | Pan-STARRS                  |
| 733272 | 2014 QC250               | 15 gennaio 2011   | Mount Lemmon Survey         |
| 733273 | 2014 QR250               | 22 agosto 2014    | Pan-STARRS                  |
| 733274 | 2014 QL252               | 28 gennaio 2011   | Mount Lemmon Survey         |
| 733275 | 2014 QU253               | 11 dicembre 2010  | Mount Lemmon Survey         |
| 733276 | 2014 QQ254               | 2 febbraio 2006   | Spacewatch                  |
| 733277 | 2014 QZ254               | 13 febbraio 2011  | Mount Lemmon Survey         |
| 733278 | 2014 QS255               | 29 marzo 2012     | Spacewatch                  |
| 733279 | 2014 QJ258               | 15 novembre 2006  | CSS                         |
| 733280 | 2014 QF260               | 7 febbraio 2010   | WISE                        |
| 733281 | 2014 QR269               | 24 ottobre 2005   | Osservatorio di Mauna Kea   |
| 733282 | 2014 QE272               | 23 febbraio 2007  | CSS                         |
| 733283 | 2014 QL274               | 23 agosto 2014    | Pan-STARRS                  |
| 733284 | 2014 QS282               | 30 settembre 2010 | Mount Lemmon Survey         |
| 733285 | 2014 QH283               | 28 giugno 2014    | Pan-STARRS                  |
| 733286 | 2014 QW283               | 25 marzo 2007     | Mount Lemmon Survey         |
| 733287 | 2014 QC286               | 5 giugno 2013     | Mount Lemmon Survey         |
| 733288 | 2014 QM286               | 18 marzo 2010     | WISE                        |
| 733289 | 2014 QR286               | 25 agosto 2014    | Pan-STARRS                  |
| 733290 | 2014 QZ291               | 25 agosto 2014    | Pan-STARRS                  |
| 733291 | 2014 QY293               | 3 agosto 2008     | SSS                         |
| 733292 | 2014 QB296               | 12 ottobre 2001   | LONEOS                      |
| 733293 | 2014 QK298               | 27 agosto 2006    | Spacewatch                  |
| 733294 | 2014 QP298               | 23 febbraio 2007  | Mount Lemmon Survey         |
| 733295 | 2014 QT303               | 25 gennaio 2003   | SDSS Collaboration          |
| 733296 | 2014 QS305               | 8 gennaio 2010    | T. V. Kryachko, B. Satovski |
| 733297 | 2014 QB308               | 29 ottobre 2005   | Spacewatch                  |
| 733298 | 2014 QJ309               | 25 agosto 2014    | Pan-STARRS                  |
| 733299 | 2014 QP309               | 27 maggio 2014    | Pan-STARRS                  |
| 733300 | 2014 QB315               | 5 marzo 2013      | Pan-STARRS                  |

## 733301–733400
| Nome   | Designazione provvisoria | Data di scoperta  | Scopritore               |
| ------ | ------------------------ | ----------------- | ------------------------ |
| 733301 | 2014 QW315               | 20 luglio 2010    | WISE                     |
| 733302 | 2014 QV320               | 5 giugno 2013     | Mount Lemmon Survey      |
| 733303 | 2014 QM321               | 25 agosto 2014    | Pan-STARRS               |
| 733304 | 2014 QX321               | 4 marzo 2000      | LINEAR                   |
| 733305 | 2014 QS326               | 25 agosto 2014    | Pan-STARRS               |
| 733306 | 2014 QD329               | 17 gennaio 2009   | Spacewatch               |
| 733307 | 2014 QU329               | 13 dicembre 2009  | Shandong University Obs. |
| 733308 | 2014 QY329               | 18 settembre 2003 | LONEOS                   |
| 733309 | 2014 QX332               | 13 dicembre 2010  | Mount Lemmon Survey      |
| 733310 | 2014 QC333               | 9 aprile 2006     | Spacewatch               |
| 733311 | 2014 QE336               | 24 febbraio 2006  | CSS                      |
| 733312 | 2014 QF336               | 25 agosto 2014    | K. Sárneczky             |
| 733313 | 2014 QR336               | 7 aprile 2002     | Cerro Tololo Obs.        |
| 733314 | 2014 QH338               | 1 febbraio 2008   | Mount Lemmon Survey      |
| 733315 | 2014 QP338               | 27 agosto 2009    | Spacewatch               |
| 733316 | 2014 QQ338               | 4 luglio 2005     | Spacewatch               |
| 733317 | 2014 QQ343               | 13 settembre 2005 | Spacewatch               |
| 733318 | 2014 QJ344               | 2 gennaio 2011    | Mount Lemmon Survey      |
| 733319 | 2014 QN345               | 25 ottobre 2005   | Mount Lemmon Survey      |
| 733320 | 2014 QT347               | 13 dicembre 2006  | Mount Lemmon Survey      |
| 733321 | 2014 QB348               | 8 luglio 2014     | Pan-STARRS               |
| 733322 | 2014 QT349               | 18 ottobre 2003   | Spacewatch               |
| 733323 | 2014 QS352               | 22 settembre 2009 | Mount Lemmon Survey      |
| 733324 | 2014 QA353               | 20 agosto 2006    | NEAT                     |
| 733325 | 2014 QA354               | 7 giugno 2013     | Pan-STARRS               |
| 733326 | 2014 QB354               | 27 agosto 2014    | Pan-STARRS               |
| 733327 | 2014 QO360               | 3 novembre 2010   | Mount Lemmon Survey      |
| 733328 | 2014 QJ363               | 30 luglio 2014    | Spacewatch               |
| 733329 | 2014 QV366               | 7 settembre 2008  | Mount Lemmon Survey      |
| 733330 | 2014 QB369               | 31 luglio 2014    | Pan-STARRS               |
| 733331 | 2014 QY372               | 31 luglio 2014    | Pan-STARRS               |
| 733332 | 2014 QU374               | 17 settembre 2003 | Spacewatch               |
| 733333 | 2014 QW374               | 24 settembre 2009 | Spacewatch               |
| 733334 | 2014 QQ379               | 19 settembre 2003 | Spacewatch               |
| 733335 | 2014 QZ380               | 27 agosto 2014    | Pan-STARRS               |
| 733336 | 2014 QA382               | 24 agosto 2014    | Spacewatch               |
| 733337 | 2014 QZ382               | 18 settembre 2010 | Mount Lemmon Survey      |
| 733338 | 2014 QM383               | 28 agosto 2014    | Pan-STARRS               |
| 733339 | 2014 QD386               | 29 agosto 2014    | Mount Lemmon Survey      |
| 733340 | 2014 QS386               | 30 ottobre 2009   | Mount Lemmon Survey      |
| 733341 | 2014 QM387               | 16 marzo 2007     | Spacewatch               |
| 733342 | 2014 QG394               | 2 ottobre 2009    | Mount Lemmon Survey      |
| 733343 | 2014 QL401               | 28 agosto 2014    | Pan-STARRS               |
| 733344 | 2014 QM402               | 28 agosto 2014    | Pan-STARRS               |
| 733345 | 2014 QU402               | 30 luglio 2014    | Spacewatch               |
| 733346 | 2014 QL405               | 3 settembre 2002  | NEAT                     |
| 733347 | 2014 QE408               | 8 febbraio 2011   | CSS                      |
| 733348 | 2014 QP420               | 14 ottobre 2001   | SDSS Collaboration       |
| 733349 | 2014 QJ424               | 26 giugno 2014    | Mount Lemmon Survey      |
| 733350 | 2014 QP425               | 8 maggio 2013     | Pan-STARRS               |
| 733351 | 2014 QE427               | 24 settembre 2009 | Mount Lemmon Survey      |
| 733352 | 2014 QT427               | 4 ottobre 2005    | Mount Lemmon Survey      |
| 733353 | 2014 QN430               | 10 dicembre 2005  | Spacewatch               |
| 733354 | 2014 QL437               | 29 luglio 2008    | Mount Lemmon Survey      |
| 733355 | 2014 QD448               | 21 marzo 1999     | SDSS Collaboration       |
| 733356 | 2014 QG448               | 23 febbraio 2012  | Mount Lemmon Survey      |
| 733357 | 2014 QL448               | 1 novembre 2005   | Mount Lemmon Survey      |
| 733358 | 2014 QX450               | 18 novembre 2003  | Spacewatch               |
| 733359 | 2014 QY450               | 2 ottobre 2009    | Mount Lemmon Survey      |
| 733360 | 2014 QA451               | 20 aprile 2007    | Mount Lemmon Survey      |
| 733361 | 2014 QG451               | 28 luglio 2008    | Mount Lemmon Survey      |
| 733362 | 2014 QS452               | 27 agosto 2014    | Pan-STARRS               |
| 733363 | 2014 QB453               | 27 luglio 2014    | Pan-STARRS               |
| 733364 | 2014 QR454               | 10 febbraio 2011  | Mount Lemmon Survey      |
| 733365 | 2014 QU454               | 31 agosto 2014    | Pan-STARRS               |
| 733366 | 2014 QU455               | 27 agosto 2014    | Pan-STARRS               |
| 733367 | 2014 QK458               | 18 agosto 2014    | Pan-STARRS               |
| 733368 | 2014 QN458               | 1 marzo 2008      | Spacewatch               |
| 733369 | 2014 QW458               | 21 settembre 2009 | Spacewatch               |
| 733370 | 2014 QC459               | 25 dicembre 2010  | Mount Lemmon Survey      |
| 733371 | 2014 QQ459               | 7 giugno 2013     | Pan-STARRS               |
| 733372 | 2014 QV459               | 7 novembre 2010   | Mount Lemmon Survey      |
| 733373 | 2014 QV460               | 30 novembre 2010  | Spacewatch               |
| 733374 | 2014 QZ460               | 23 marzo 2012     | Mount Lemmon Survey      |
| 733375 | 2014 QO461               | 20 agosto 2014    | Pan-STARRS               |
| 733376 | 2014 QN463               | 22 agosto 2014    | Pan-STARRS               |
| 733377 | 2014 QQ467               | 21 febbraio 2007  | Spacewatch               |
| 733378 | 2014 QY467               | 27 agosto 2014    | Pan-STARRS               |
| 733379 | 2014 QH469               | 7 aprile 2008     | Spacewatch               |
| 733380 | 2014 QH470               | 23 febbraio 2007  | Spacewatch               |
| 733381 | 2014 QS472               | 11 ottobre 2010   | Mount Lemmon Survey      |
| 733382 | 2014 QX473               | 31 agosto 2014    | Pan-STARRS               |
| 733383 | 2014 QK478               | 11 ottobre 2009   | Mount Lemmon Survey      |
| 733384 | 2014 QM478               | 20 agosto 2014    | Pan-STARRS               |
| 733385 | 2014 QX480               | 20 agosto 2014    | Pan-STARRS               |
| 733386 | 2014 QF484               | 16 febbraio 2012  | Pan-STARRS               |
| 733387 | 2014 QP484               | 2 giugno 2003     | M. W. Buie, K. J. Meech  |
| 733388 | 2014 QP486               | 28 aprile 2009    | Spacewatch               |
| 733389 | 2014 QA490               | 28 marzo 2012     | CSS                      |
| 733390 | 2014 QW490               | 1 maggio 2013     | PTF                      |
| 733391 | 2014 QC491               | 22 agosto 2014    | Pan-STARRS               |
| 733392 | 2014 QP491               | 2 febbraio 2006   | Spacewatch               |
| 733393 | 2014 QA492               | 6 novembre 2010   | Mount Lemmon Survey      |
| 733394 | 2014 QN492               | 25 luglio 2014    | Pan-STARRS               |
| 733395 | 2014 QC493               | 25 agosto 2014    | Pan-STARRS               |
| 733396 | 2014 QU493               | 23 ottobre 2003   | SDSS Collaboration       |
| 733397 | 2014 QP498               | 23 agosto 2014    | Pan-STARRS               |
| 733398 | 2014 QM505               | 3 gennaio 2016    | Mount Lemmon Survey      |
| 733399 | 2014 QY524               | 31 agosto 2014    | Pan-STARRS               |
| 733400 | 2014 QQ528               | 27 agosto 2014    | Pan-STARRS               |

## 733401–733500
| Nome   | Designazione provvisoria | Data di scoperta  | Scopritore                |
| ------ | ------------------------ | ----------------- | ------------------------- |
| 733401 | 2014 QA533               | 28 agosto 2014    | Pan-STARRS                |
| 733402 | 2014 QD534               | 28 agosto 2014    | Pan-STARRS                |
| 733403 | 2014 QZ538               | 23 agosto 2014    | Pan-STARRS                |
| 733404 | 2014 QW546               | 30 agosto 2014    | Pan-STARRS                |
| 733405 | 2014 QH554               | 25 agosto 2014    | Pan-STARRS                |
| 733406 | 2014 QB556               | 28 agosto 2014    | Pan-STARRS                |
| 733407 | 2014 QT557               | 28 agosto 2014    | Pan-STARRS                |
| 733408 | 2014 QO571               | 22 febbraio 2007  | Spacewatch                |
| 733409 | 2014 QC575               | 18 agosto 2014    | Pan-STARRS                |
| 733410 | 2014 RZ1                 | 16 marzo 2012     | Mount Lemmon Survey       |
| 733411 | 2014 RK2                 | 3 febbraio 2012   | Pan-STARRS                |
| 733412 | 2014 RK4                 | 28 giugno 2014    | Pan-STARRS                |
| 733413 | 2014 RU4                 | 28 ottobre 1994   | Spacewatch                |
| 733414 | 2014 RJ7                 | 26 giugno 2014    | Pan-STARRS                |
| 733415 | 2014 RJ8                 | 3 agosto 2014     | Pan-STARRS                |
| 733416 | 2014 RY10                | 1 settembre 2014  | Mount Lemmon Survey       |
| 733417 | 2014 RF12                | 21 aprile 2002    | NEAT                      |
| 733418 | 2014 RK12                | 20 giugno 2010    | WISE                      |
| 733419 | 2014 RG13                | 9 gennaio 2010    | WISE                      |
| 733420 | 2014 RF18                | 19 gennaio 2005   | Spacewatch                |
| 733421 | 2014 RX19                | 23 novembre 2003  | LONEOS                    |
| 733422 | 2014 RR20                | 20 ottobre 2003   | Spacewatch                |
| 733423 | 2014 RF21                | 26 agosto 2005    | NEAT                      |
| 733424 | 2014 RR24                | 16 gennaio 2011   | Mount Lemmon Survey       |
| 733425 | 2014 RW25                | 3 ottobre 2008    | Spacewatch                |
| 733426 | 2014 RD26                | 15 ottobre 2002   | NEAT                      |
| 733427 | 2014 RA30                | 12 settembre 2001 | Spacewatch                |
| 733428 | 2014 RL31                | 29 dicembre 2011  | Mount Lemmon Survey       |
| 733429 | 2014 RD34                | 17 agosto 2009    | Spacewatch                |
| 733430 | 2014 RG34                | 15 ottobre 2001   | SDSS Collaboration        |
| 733431 | 2014 RK35                | 7 gennaio 1994    | Spacewatch                |
| 733432 | 2014 RA36                | 8 ottobre 2008    | Spacewatch                |
| 733433 | 2014 RW36                | 19 settembre 2003 | A. Boattini, A. Di Paola  |
| 733434 | 2014 RC37                | 24 ottobre 1995   | Spacewatch                |
| 733435 | 2014 RB38                | 18 aprile 2012    | Mount Lemmon Survey       |
| 733436 | 2014 RF39                | 9 luglio 2010     | WISE                      |
| 733437 | 2014 RT40                | 4 febbraio 2005   | Spacewatch                |
| 733438 | 2014 RV40                | 24 aprile 2007    | Mount Lemmon Survey       |
| 733439 | 2014 RN41                | 31 ottobre 2005   | Osservatorio di Mauna Kea |
| 733440 | 2014 RR44                | 10 novembre 2010  | Mount Lemmon Survey       |
| 733441 | 2014 RA46                | 11 febbraio 2010  | WISE                      |
| 733442 | 2014 RH47                | 18 novembre 2008  | Spacewatch                |
| 733443 | 2014 RM47                | 1 ottobre 2003    | Spacewatch                |
| 733444 | 2014 RJ49                | 27 settembre 2003 | Spacewatch                |
| 733445 | 2014 RS50                | 31 luglio 2014    | Pan-STARRS                |
| 733446 | 2014 RW50                | 8 febbraio 2011   | Mount Lemmon Survey       |
| 733447 | 2014 RA56                | 17 marzo 2012     | Mount Lemmon Survey       |
| 733448 | 2014 RF57                | 27 agosto 2009    | Spacewatch                |
| 733449 | 2014 RL58                | 25 ottobre 2011   | Pan-STARRS                |
| 733450 | 2014 RB61                | 25 luglio 2003    | NEAT                      |
| 733451 | 2014 RO61                | 26 febbraio 2012  | L. Elenin                 |
| 733452 | 2014 RR61                | 26 gennaio 2010   | WISE                      |
| 733453 | 2014 RY61                | 28 agosto 2014    | Pan-STARRS                |
| 733454 | 2014 RF62                | 26 giugno 2014    | Mount Lemmon Survey       |
| 733455 | 2014 RQ64                | 5 giugno 2003     | Spacewatch                |
| 733456 | 2014 RC66                | 20 settembre 2009 | Spacewatch                |
| 733457 | 2014 RB67                | 12 febbraio 2000  | SDSS Collaboration        |
| 733458 | 2014 RL67                | 26 ottobre 2009   | Spacewatch                |
| 733459 | 2014 RT67                | 2 settembre 2014  | Pan-STARRS                |
| 733460 | 2014 RF68                | 31 luglio 2005    | NEAT                      |
| 733461 | 2014 RO69                | 14 settembre 2014 | Mount Lemmon Survey       |
| 733462 | 2014 RZ69                | 2 settembre 2014  | CSS                       |
| 733463 | 2014 RF76                | 2 settembre 2014  | Pan-STARRS                |
| 733464 | 2014 RX76                | 14 settembre 2014 | Mount Lemmon Survey       |
| 733465 | 2014 RV78                | 4 settembre 2014  | Pan-STARRS                |
| 733466 | 2014 SK4                 | 3 febbraio 2012   | Mount Lemmon Survey       |
| 733467 | 2014 SD6                 | 31 agosto 2014    | Mount Lemmon Survey       |
| 733468 | 2014 SM8                 | 25 ottobre 2005   | Mount Lemmon Survey       |
| 733469 | 2014 SS10                | 28 febbraio 2012  | Pan-STARRS                |
| 733470 | 2014 SW15                | 3 febbraio 2009   | Mount Lemmon Survey       |
| 733471 | 2014 SJ18                | 22 ottobre 2005   | Spacewatch                |
| 733472 | 2014 SQ20                | 19 gennaio 2012   | Pan-STARRS                |
| 733473 | 2014 SZ23                | 6 febbraio 2006   | Spacewatch                |
| 733474 | 2014 SX26                | 26 febbraio 2007  | Mount Lemmon Survey       |
| 733475 | 2014 SY26                | 17 ottobre 2009   | Mount Lemmon Survey       |
| 733476 | 2014 SO32                | 19 settembre 2009 | Spacewatch                |
| 733477 | 2014 SU32                | 27 agosto 2009    | Spacewatch                |
| 733478 | 2014 SP41                | 2 gennaio 2009    | Spacewatch                |
| 733479 | 2014 SN46                | 28 agosto 2014    | Pan-STARRS                |
| 733480 | 2014 SW48                | 29 ottobre 2003   | Spacewatch                |
| 733481 | 2014 SU51                | 8 maggio 2013     | Pan-STARRS                |
| 733482 | 2014 SN55                | 17 ottobre 2010   | Mount Lemmon Survey       |
| 733483 | 2014 SR57                | 15 marzo 2013     | Spacewatch                |
| 733484 | 2014 SF63                | 15 novembre 2003  | Spacewatch                |
| 733485 | 2014 SN63                | 8 marzo 2008      | Mount Lemmon Survey       |
| 733486 | 2014 SX63                | 25 luglio 2014    | Pan-STARRS                |
| 733487 | 2014 SA64                | 25 novembre 2005  | Spacewatch                |
| 733488 | 2014 SV64                | 25 luglio 2014    | Pan-STARRS                |
| 733489 | 2014 SS68                | 25 luglio 2010    | WISE                      |
| 733490 | 2014 SQ76                | 30 gennaio 2011   | Mount Lemmon Survey       |
| 733491 | 2014 SG77                | 1 dicembre 2008   | Spacewatch                |
| 733492 | 2014 SS77                | 28 agosto 2014    | Pan-STARRS                |
| 733493 | 2014 SG78                | 18 settembre 2014 | Pan-STARRS                |
| 733494 | 2014 SK79                | 30 settembre 2010 | Mount Lemmon Survey       |
| 733495 | 2014 SX81                | 14 ottobre 2009   | Mount Lemmon Survey       |
| 733496 | 2014 SR85                | 27 settembre 2009 | Spacewatch                |
| 733497 | 2014 SZ87                | 2 settembre 2014  | Pan-STARRS                |
| 733498 | 2014 SF92                | 7 settembre 2008  | Mount Lemmon Survey       |
| 733499 | 2014 SO93                | 6 ottobre 2005    | Mount Lemmon Survey       |
| 733500 | 2014 SD99                | 12 febbraio 2000  | SDSS Collaboration        |

## 733501–733600
| Nome   | Designazione provvisoria | Data di scoperta  | Scopritore          |
| ------ | ------------------------ | ----------------- | ------------------- |
| 733501 | 2014 SO101               | 5 aprile 2008     | Mount Lemmon Survey |
| 733502 | 2014 SL119               | 5 febbraio 2011   | CSS                 |
| 733503 | 2014 SR121               | 5 marzo 2013      | Mount Lemmon Survey |
| 733504 | 2014 SB125               | 22 settembre 2009 | Mount Lemmon Survey |
| 733505 | 2014 SC126               | 10 marzo 2003     | Spacewatch          |
| 733506 | 2014 SR129               | 12 gennaio 2011   | Mount Lemmon Survey |
| 733507 | 2014 SA137               | 25 agosto 2014    | ESA OGS             |
| 733508 | 2014 SR148               | 24 novembre 2003  | NEAT                |
| 733509 | 2014 SL149               | 26 novembre 2009  | Mount Lemmon Survey |
| 733510 | 2014 SM149               | 23 agosto 2014    | Pan-STARRS          |
| 733511 | 2014 SY150               | 13 gennaio 2010   | Mount Lemmon Survey |
| 733512 | 2014 SZ150               | 30 luglio 2008    | Mount Lemmon Survey |
| 733513 | 2014 SA155               | 19 settembre 2014 | Pan-STARRS          |
| 733514 | 2014 SX155               | 17 marzo 2010     | WISE                |
| 733515 | 2014 SC157               | 21 agosto 2004    | SSS                 |
| 733516 | 2014 SW158               | 15 settembre 2014 | Mount Lemmon Survey |
| 733517 | 2014 SY158               | 27 ottobre 1997   | B. A. Skiff         |
| 733518 | 2014 SE159               | 26 ottobre 2011   | Pan-STARRS          |
| 733519 | 2014 SK159               | 19 settembre 2014 | Pan-STARRS          |
| 733520 | 2014 SO159               | 30 settembre 2003 | Spacewatch          |
| 733521 | 2014 SF161               | 7 gennaio 1999    | Spacewatch          |
| 733522 | 2014 SH165               | 5 marzo 2006      | Spacewatch          |
| 733523 | 2014 SZ165               | 30 settembre 2009 | Mount Lemmon Survey |
| 733524 | 2014 SB169               | 30 gennaio 2010   | WISE                |
| 733525 | 2014 SX170               | 23 novembre 2009  | Mount Lemmon Survey |
| 733526 | 2014 SK176               | 27 agosto 2014    | Pan-STARRS          |
| 733527 | 2014 SV177               | 19 settembre 1998 | SDSS Collaboration  |
| 733528 | 2014 SV178               | 24 ottobre 2009   | Mount Lemmon Survey |
| 733529 | 2014 SZ178               | 20 settembre 2014 | Pan-STARRS          |
| 733530 | 2014 SG180               | 17 settembre 2010 | Mount Lemmon Survey |
| 733531 | 2014 SH180               | 23 ottobre 2009   | Spacewatch          |
| 733532 | 2014 SX181               | 20 settembre 2014 | Pan-STARRS          |
| 733533 | 2014 SE182               | 2 novembre 2011   | Spacewatch          |
| 733534 | 2014 SH185               | 16 febbraio 2013  | Mount Lemmon Survey |
| 733535 | 2014 SC186               | 3 dicembre 2007   | Spacewatch          |
| 733536 | 2014 SX189               | 27 agosto 2014    | Pan-STARRS          |
| 733537 | 2014 SS191               | 22 febbraio 2009  | Spacewatch          |
| 733538 | 2014 SG192               | 25 agosto 2014    | Pan-STARRS          |
| 733539 | 2014 SG195               | 29 dicembre 2008  | Mount Lemmon Survey |
| 733540 | 2014 SK198               | 3 dicembre 2010   | Mount Lemmon Survey |
| 733541 | 2014 SY198               | 17 novembre 2009  | Spacewatch          |
| 733542 | 2014 SA201               | 7 aprile 2007     | Mount Lemmon Survey |
| 733543 | 2014 SX203               | 24 settembre 2008 | Mount Lemmon Survey |
| 733544 | 2014 SW204               | 20 aprile 2012    | Mount Lemmon Survey |
| 733545 | 2014 SS205               | 1 aprile 2008     | Mount Lemmon Survey |
| 733546 | 2014 SW205               | 29 ottobre 2010   | Spacewatch          |
| 733547 | 2014 SH208               | 13 febbraio 2011  | Spacewatch          |
| 733548 | 2014 SW210               | 13 giugno 2010    | WISE                |
| 733549 | 2014 SH212               | 3 marzo 2010      | WISE                |
| 733550 | 2014 SJ212               | 17 dicembre 2009  | Spacewatch          |
| 733551 | 2014 SC216               | 20 settembre 2014 | Pan-STARRS          |
| 733552 | 2014 SU216               | 26 marzo 2003     | NEAT                |
| 733553 | 2014 SK217               | 4 settembre 2014  | Pan-STARRS          |
| 733554 | 2014 SR217               | 20 maggio 2006    | NEAT                |
| 733555 | 2014 SH218               | 6 settembre 2008  | Mount Lemmon Survey |
| 733556 | 2014 SV226               | 3 ottobre 2008    | Mount Lemmon Survey |
| 733557 | 2014 SR227               | 21 aprile 2009    | Mount Lemmon Survey |
| 733558 | 2014 SF231               | 18 giugno 2013    | Pan-STARRS          |
| 733559 | 2014 SX234               | 8 gennaio 2011    | Mount Lemmon Survey |
| 733560 | 2014 SQ243               | 14 ottobre 2009   | Mount Lemmon Survey |
| 733561 | 2014 SW243               | 17 aprile 2013    | Pan-STARRS          |
| 733562 | 2014 SR247               | 4 agosto 2010     | WISE                |
| 733563 | 2014 SY247               | 20 febbraio 2012  | Pan-STARRS          |
| 733564 | 2014 SE248               | 7 marzo 2010      | WISE                |
| 733565 | 2014 SM249               | 15 ottobre 2002   | NEAT                |
| 733566 | 2014 SJ251               | 25 settembre 2009 | CSS                 |
| 733567 | 2014 SU251               | 31 agosto 2014    | Spacewatch          |
| 733568 | 2014 SV251               | 22 agosto 2004    | Spacewatch          |
| 733569 | 2014 SD252               | 19 dicembre 2004  | Mount Lemmon Survey |
| 733570 | 2014 SG253               | 10 aprile 2013    | Pan-STARRS          |
| 733571 | 2014 SW253               | 17 ottobre 2003   | Spacewatch          |
| 733572 | 2014 ST254               | 21 novembre 2009  | Mount Lemmon Survey |
| 733573 | 2014 SL257               | 23 settembre 2014 | Pan-STARRS          |
| 733574 | 2014 SL258               | 23 settembre 2014 | Pan-STARRS          |
| 733575 | 2014 SH266               | 25 febbraio 2000  | Spacewatch          |
| 733576 | 2014 SR267               | 27 febbraio 2012  | Pan-STARRS          |
| 733577 | 2014 SX267               | 30 luglio 2014    | Pan-STARRS          |
| 733578 | 2014 SB269               | 22 settembre 2009 | Spacewatch          |
| 733579 | 2014 SB272               | 18 aprile 2012    | Mount Lemmon Survey |
| 733580 | 2014 SO272               | 20 settembre 2014 | Pan-STARRS          |
| 733581 | 2014 SM276               | 15 settembre 2014 | Mount Lemmon Survey |
| 733582 | 2014 SK278               | 4 febbraio 2003   | ·                   |
| 733583 | 2014 SR279               | 15 ottobre 2004   | Mount Lemmon Survey |
| 733584 | 2014 SR280               | 24 agosto 2008    | Spacewatch          |
| 733585 | 2014 ST283               | 31 gennaio 1995   | Spacewatch          |
| 733586 | 2014 ST286               | 23 settembre 2014 | Mount Lemmon Survey |
| 733587 | 2014 SH290               | 11 dicembre 2009  | Mount Lemmon Survey |
| 733588 | 2014 SH292               | 9 agosto 2010     | WISE                |
| 733589 | 2014 SV292               | 17 settembre 2003 | Spacewatch          |
| 733590 | 2014 SK295               | 19 novembre 2003  | LINEAR              |
| 733591 | 2014 SV295               | 28 agosto 2014    | Pan-STARRS          |
| 733592 | 2014 SN297               | 21 febbraio 2007  | Mount Lemmon Survey |
| 733593 | 2014 SH299               | 25 novembre 2009  | Mount Lemmon Survey |
| 733594 | 2014 SU299               | 25 settembre 2014 | Spacewatch          |
| 733595 | 2014 SZ299               | 9 aprile 2005     | Spacewatch          |
| 733596 | 2014 SC302               | 25 settembre 2014 | Mount Lemmon Survey |
| 733597 | 2014 SE302               | 30 giugno 2014    | Pan-STARRS          |
| 733598 | 2014 SH302               | 2 ottobre 2009    | Mount Lemmon Survey |
| 733599 | 2014 SD305               | 22 gennaio 2012   | Pan-STARRS          |
| 733600 | 2014 SY314               | 11 maggio 2010    | Mount Lemmon Survey |

## 733601–733700
| Nome   | Designazione provvisoria | Data di scoperta  | Scopritore          |
| ------ | ------------------------ | ----------------- | ------------------- |
| 733601 | 2014 SZ320               | 27 febbraio 2010  | WISE                |
| 733602 | 2014 SJ321               | 12 febbraio 2000  | SDSS Collaboration  |
| 733603 | 2014 SP323               | 26 ottobre 2009   | Mount Lemmon Survey |
| 733604 | 2014 SW324               | 16 ottobre 2003   | Spacewatch          |
| 733605 | 2014 SA326               | 21 marzo 2010     | WISE                |
| 733606 | 2014 SJ326               | 7 settembre 2008  | Mount Lemmon Survey |
| 733607 | 2014 SR326               | 20 ottobre 2003   | Spacewatch          |
| 733608 | 2014 SH327               | 28 agosto 2009    | Spacewatch          |
| 733609 | 2014 SK328               | 31 ottobre 2010   | Spacewatch          |
| 733610 | 2014 SX329               | 17 settembre 2003 | Spacewatch          |
| 733611 | 2014 SF330               | 29 settembre 2014 | Spacewatch          |
| 733612 | 2014 SP331               | 13 marzo 2002     | Spacewatch          |
| 733613 | 2014 SN333               | 12 settembre 2009 | Spacewatch          |
| 733614 | 2014 SB334               | 2 novembre 2008   | Spacewatch          |
| 733615 | 2014 SO335               | 27 gennaio 2006   | Spacewatch          |
| 733616 | 2014 SL338               | 30 luglio 2005    | NEAT                |
| 733617 | 2014 SY339               | 22 ottobre 2003   | SDSS Collaboration  |
| 733618 | 2014 SQ341               | 28 febbraio 2010  | WISE                |
| 733619 | 2014 SE344               | 3 giugno 2010     | Spacewatch          |
| 733620 | 2014 SO344               | 20 settembre 1995 | Spacewatch          |
| 733621 | 2014 SW344               | 16 ottobre 2003   | Spacewatch          |
| 733622 | 2014 SK345               | 21 aprile 2009    | Spacewatch          |
| 733623 | 2014 SR345               | 15 settembre 2014 | Mount Lemmon Survey |
| 733624 | 2014 SB346               | 5 novembre 2007   | Spacewatch          |
| 733625 | 2014 SF346               | 19 settembre 2014 | Pan-STARRS          |
| 733626 | 2014 SX347               | 31 marzo 2012     | Mount Lemmon Survey |
| 733627 | 2014 SB353               | 20 ottobre 2003   | NEAT                |
| 733628 | 2014 SD353               | 10 marzo 2005     | Mount Lemmon Survey |
| 733629 | 2014 SW353               | 28 luglio 2010    | WISE                |
| 733630 | 2014 SH354               | 26 marzo 2007     | Mount Lemmon Survey |
| 733631 | 2014 SJ354               | 18 dicembre 2003  | LINEAR              |
| 733632 | 2014 SQ355               | 27 marzo 2012     | Spacewatch          |
| 733633 | 2014 SY355               | 18 settembre 2014 | Pan-STARRS          |
| 733634 | 2014 SH357               | 18 settembre 2014 | Pan-STARRS          |
| 733635 | 2014 SE358               | 26 ottobre 2011   | Pan-STARRS          |
| 733636 | 2014 SH361               | 13 luglio 2013    | Pan-STARRS          |
| 733637 | 2014 SG362               | 17 novembre 2009  | Mount Lemmon Survey |
| 733638 | 2014 SD363               | 29 settembre 2014 | Pan-STARRS          |
| 733639 | 2014 SP364               | 13 novembre 2010  | Mount Lemmon Survey |
| 733640 | 2014 ST371               | 29 agosto 2009    | Spacewatch          |
| 733641 | 2014 SF372               | 28 settembre 2014 | Pan-STARRS          |
| 733642 | 2014 SA380               | 11 febbraio 2011  | Mount Lemmon Survey |
| 733643 | 2014 SE380               | 18 settembre 2014 | Pan-STARRS          |
| 733644 | 2014 SF380               | 23 settembre 2014 | Mount Lemmon Survey |
| 733645 | 2014 SM380               | 19 settembre 2014 | Pan-STARRS          |
| 733646 | 2014 SU384               | 19 settembre 2014 | Pan-STARRS          |
| 733647 | 2014 ST389               | 22 ottobre 2003   | Spacewatch          |
| 733648 | 2014 SN391               | 17 settembre 2014 | Pan-STARRS          |
| 733649 | 2014 ST394               | 19 settembre 2014 | Pan-STARRS          |
| 733650 | 2014 SO406               | 19 settembre 2014 | Pan-STARRS          |
| 733651 | 2014 TL5                 | 26 marzo 2010     | WISE                |
| 733652 | 2014 TT6                 | 22 settembre 2009 | Mount Lemmon Survey |
| 733653 | 2014 TB7                 | 5 settembre 2008  | Spacewatch          |
| 733654 | 2014 TT9                 | 18 settembre 2003 | Spacewatch          |
| 733655 | 2014 TF14                | 1 ottobre 2014    | Pan-STARRS          |
| 733656 | 2014 TP14                | 29 settembre 2003 | SDSS Collaboration  |
| 733657 | 2014 TT15                | 17 novembre 1999  | Spacewatch          |
| 733658 | 2014 TR16                | 16 gennaio 2005   | Spacewatch          |
| 733659 | 2014 TN18                | 15 aprile 2012    | Pan-STARRS          |
| 733660 | 2014 TL19                | 23 ottobre 2009   | Mount Lemmon Survey |
| 733661 | 2014 TK20                | 1 ottobre 2014    | Spacewatch          |
| 733662 | 2014 TF23                | 24 novembre 2011  | Pan-STARRS          |
| 733663 | 2014 TO23                | 1 ottobre 2014    | Mount Lemmon Survey |
| 733664 | 2014 TT26                | 27 ottobre 2005   | Spacewatch          |
| 733665 | 2014 TL29                | 2 ottobre 2014    | Pan-STARRS          |
| 733666 | 2014 TE30                | 8 giugno 2007     | Spacewatch          |
| 733667 | 2014 TC31                | 18 novembre 2009  | Spacewatch          |
| 733668 | 2014 TH31                | 20 settembre 2003 | Spacewatch          |
| 733669 | 2014 TT32                | 25 settembre 2009 | Mount Lemmon Survey |
| 733670 | 2014 TR36                | 21 ottobre 2003   | NEAT                |
| 733671 | 2014 TX39                | 29 marzo 2010     | WISE                |
| 733672 | 2014 TJ40                | 19 novembre 2009  | Spacewatch          |
| 733673 | 2014 TQ42                | 28 febbraio 2012  | Pan-STARRS          |
| 733674 | 2014 TD50                | 14 ottobre 2014   | Mount Lemmon Survey |
| 733675 | 2014 TR51                | 7 febbraio 2010   | WISE                |
| 733676 | 2014 TX51                | 14 ottobre 2014   | Mount Lemmon Survey |
| 733677 | 2014 TN54                | 19 novembre 2003  | Spacewatch          |
| 733678 | 2014 TM56                | 2 aprile 2005     | Spacewatch          |
| 733679 | 2014 TD58                | 20 ottobre 2009   | CSS                 |
| 733680 | 2014 TF59                | 19 ottobre 2007   | BATTeRS             |
| 733681 | 2014 TR60                | 12 ottobre 1998   | Spacewatch          |
| 733682 | 2014 TJ70                | 5 settembre 2000  | SDSS Collaboration  |
| 733683 | 2014 TC73                | 26 novembre 2009  | Mount Lemmon Survey |
| 733684 | 2014 TF74                | 5 ottobre 2002    | SDSS Collaboration  |
| 733685 | 2014 TK78                | 15 aprile 2012    | Pan-STARRS          |
| 733686 | 2014 TH79                | 7 febbraio 2011   | Mount Lemmon Survey |
| 733687 | 2014 TY79                | 17 settembre 2009 | Spacewatch          |
| 733688 | 2014 TC81                | 15 aprile 2012    | Pan-STARRS          |
| 733689 | 2014 TU83                | 20 febbraio 2009  | Spacewatch          |
| 733690 | 2014 TV83                | 12 settembre 2014 | Pan-STARRS          |
| 733691 | 2014 TJ84                | 20 ottobre 2003   | Spacewatch          |
| 733692 | 2014 TO84                | 14 dicembre 2010  | Mount Lemmon Survey |
| 733693 | 2014 TZ84                | 28 gennaio 2011   | Mount Lemmon Survey |
| 733694 | 2014 TA85                | 17 agosto 2009    | Spacewatch          |
| 733695 | 2014 TC85                | 15 marzo 2012     | CSS                 |
| 733696 | 2014 TD85                | 8 ottobre 2008    | Mount Lemmon Survey |
| 733697 | 2014 TQ87                | 9 febbraio 2005   | Mount Lemmon Survey |
| 733698 | 2014 TS87                | 20 dicembre 2004  | Mount Lemmon Survey |
| 733699 | 2014 TH91                | 1 ottobre 2014    | Pan-STARRS          |
| 733700 | 2014 TJ91                | 26 gennaio 2006   | Spacewatch          |

## 733701–733800
| Nome   | Designazione provvisoria | Data di scoperta  | Scopritore                |
| ------ | ------------------------ | ----------------- | ------------------------- |
| 733701 | 2014 TQ91                | 18 novembre 2009  | Osservatorio di La Silla  |
| 733702 | 2014 TK93                | 3 ottobre 2014    | Mount Lemmon Survey       |
| 733703 | 2014 TQ93                | 7 febbraio 2011   | Mount Lemmon Survey       |
| 733704 | 2014 TH95                | 2 ottobre 2014    | Mount Lemmon Survey       |
| 733705 | 2014 TW100               | 1 ottobre 2014    | Pan-STARRS                |
| 733706 | 2014 TC111               | 2 ottobre 2014    | Pan-STARRS                |
| 733707 | 2014 TO121               | 1 ottobre 2014    | Pan-STARRS                |
| 733708 | 2014 UO1                 | 26 novembre 2003  | Spacewatch                |
| 733709 | 2014 UL3                 | 10 dicembre 2009  | Mount Lemmon Survey       |
| 733710 | 2014 UX6                 | 23 settembre 2014 | Mount Lemmon Survey       |
| 733711 | 2014 UL7                 | 24 settembre 2008 | Mount Lemmon Survey       |
| 733712 | 2014 UM10                | 30 agosto 2013    | Pan-STARRS                |
| 733713 | 2014 UO15                | 23 febbraio 2012  | Spacewatch                |
| 733714 | 2014 US15                | 17 ottobre 2014   | Mount Lemmon Survey       |
| 733715 | 2014 UA17                | 26 agosto 2003    | Cerro Tololo Obs.         |
| 733716 | 2014 UT17                | 3 marzo 2000      | SDSS Collaboration        |
| 733717 | 2014 UC21                | 20 settembre 2014 | Pan-STARRS                |
| 733718 | 2014 UH22                | 15 settembre 2004 | Spacewatch                |
| 733719 | 2014 UN24                | 19 novembre 2003  | Spacewatch                |
| 733720 | 2014 UM27                | 31 agosto 2014    | Pan-STARRS                |
| 733721 | 2014 UJ31                | 23 settembre 2014 | Mount Lemmon Survey       |
| 733722 | 2014 UJ36                | 27 novembre 2006  | Mount Lemmon Survey       |
| 733723 | 2014 UN37                | 18 ottobre 2009   | Mount Lemmon Survey       |
| 733724 | 2014 UE39                | 23 settembre 2014 | Mount Lemmon Survey       |
| 733725 | 2014 UH42                | 16 dicembre 2003  | Spacewatch                |
| 733726 | 2014 UU42                | 14 febbraio 2007  | Osservatorio di Mauna Kea |
| 733727 | 2014 UC44                | 30 giugno 2008    | Spacewatch                |
| 733728 | 2014 UQ48                | 2 ottobre 2014    | Spacewatch                |
| 733729 | 2014 UW52                | 22 ottobre 2014   | Mount Lemmon Survey       |
| 733730 | 2014 UY52                | 19 settembre 2009 | Spacewatch                |
| 733731 | 2014 UP54                | 19 settembre 2003 | NEAT                      |
| 733732 | 2014 UQ60                | 18 ottobre 2014   | Mount Lemmon Survey       |
| 733733 | 2014 UL61                | 13 febbraio 2011  | Mount Lemmon Survey       |
| 733734 | 2014 UJ62                | 24 settembre 2008 | Spacewatch                |
| 733735 | 2014 UV62                | 25 ottobre 2003   | Spacewatch                |
| 733736 | 2014 UW63                | 29 settembre 2014 | Pan-STARRS                |
| 733737 | 2014 UP64                | 22 ottobre 2009   | CSS                       |
| 733738 | 2014 UR65                | 22 ottobre 2009   | Mount Lemmon Survey       |
| 733739 | 2014 UC67                | 22 settembre 2003 | Spacewatch                |
| 733740 | 2014 US69                | 18 giugno 2013    | Pan-STARRS                |
| 733741 | 2014 UU70                | 22 ottobre 2003   | Spacewatch                |
| 733742 | 2014 UJ73                | 19 aprile 2012    | Mount Lemmon Survey       |
| 733743 | 2014 UP75                | 14 maggio 2012    | Mount Lemmon Survey       |
| 733744 | 2014 UA77                | 13 ottobre 2014   | Mount Lemmon Survey       |
| 733745 | 2014 UF80                | 13 ottobre 2014   | Mount Lemmon Survey       |
| 733746 | 2014 UN81                | 10 dicembre 2009  | Mount Lemmon Survey       |
| 733747 | 2014 UM82                | 2 ottobre 2014    | Spacewatch                |
| 733748 | 2014 UV87                | 14 ottobre 2014   | Spacewatch                |
| 733749 | 2014 UD94                | 19 ottobre 1995   | Spacewatch                |
| 733750 | 2014 UU96                | 2 ottobre 2014    | Mount Lemmon Survey       |
| 733751 | 2014 UN97                | 10 gennaio 2010   | Mount Lemmon Survey       |
| 733752 | 2014 UW97                | 4 novembre 2004   | Spacewatch                |
| 733753 | 2014 UL98                | 15 ottobre 2014   | Spacewatch                |
| 733754 | 2014 UJ101               | 20 novembre 2009  | Spacewatch                |
| 733755 | 2014 UF104               | 26 settembre 2003 | SDSS Collaboration        |
| 733756 | 2014 UR105               | 4 maggio 2002     | Spacewatch                |
| 733757 | 2014 UW105               | 10 ottobre 2008   | Mount Lemmon Survey       |
| 733758 | 2014 US107               | 24 ottobre 2014   | Mount Lemmon Survey       |
| 733759 | 2014 UC108               | 14 febbraio 2007  | Osservatorio di Mauna Kea |
| 733760 | 2014 UP108               | 19 marzo 2009     | Spacewatch                |
| 733761 | 2014 UR110               | 4 marzo 2006      | Mount Lemmon Survey       |
| 733762 | 2014 UG112               | 23 novembre 2009  | Mount Lemmon Survey       |
| 733763 | 2014 UO112               | 29 ottobre 2003   | Spacewatch                |
| 733764 | 2014 US112               | 29 settembre 2008 | Mount Lemmon Survey       |
| 733765 | 2014 UH119               | 20 febbraio 2006  | Spacewatch                |
| 733766 | 2014 UL120               | 17 settembre 2009 | Mount Lemmon Survey       |
| 733767 | 2014 UU120               | 30 settembre 2014 | Mount Lemmon Survey       |
| 733768 | 2014 UR122               | 22 ottobre 2014   | Mount Lemmon Survey       |
| 733769 | 2014 UJ123               | 9 novembre 2009   | Mount Lemmon Survey       |
| 733770 | 2014 UR126               | 5 settembre 2007  | CSS                       |
| 733771 | 2014 UH130               | 10 ottobre 2008   | Mount Lemmon Survey       |
| 733772 | 2014 UM131               | 21 marzo 2010     | WISE                      |
| 733773 | 2014 UH133               | 27 agosto 2009    | Spacewatch                |
| 733774 | 2014 UO133               | 4 novembre 2004   | Spacewatch                |
| 733775 | 2014 UK136               | 16 ottobre 2014   | Spacewatch                |
| 733776 | 2014 UQ137               | 3 ottobre 2014    | Mount Lemmon Survey       |
| 733777 | 2014 UG138               | 3 ottobre 2014    | Mount Lemmon Survey       |
| 733778 | 2014 UP138               | 25 ottobre 2014   | Spacewatch                |
| 733779 | 2014 UB141               | 6 ottobre 2008    | Mount Lemmon Survey       |
| 733780 | 2014 UE143               | 5 settembre 2008  | Spacewatch                |
| 733781 | 2014 UW145               | 30 aprile 2012    | Spacewatch                |
| 733782 | 2014 UQ149               | 7 marzo 2010      | WISE                      |
| 733783 | 2014 UT149               | 11 settembre 2007 | CSS                       |
| 733784 | 2014 UU149               | 25 ottobre 2014   | Spacewatch                |
| 733785 | 2014 UB150               | 31 ottobre 1999   | Spacewatch                |
| 733786 | 2014 UN150               | 27 settembre 2009 | Mount Lemmon Survey       |
| 733787 | 2014 UA152               | 28 agosto 2003    | NEAT                      |
| 733788 | 2014 UG155               | 17 novembre 2004  | CINEOS                    |
| 733789 | 2014 UN159               | 25 ottobre 2014   | Pan-STARRS                |
| 733790 | 2014 UX159               | 7 giugno 2010     | WISE                      |
| 733791 | 2014 US165               | 9 luglio 2013     | Pan-STARRS                |
| 733792 | 2014 UA167               | 28 luglio 2009    | Spacewatch                |
| 733793 | 2014 UO168               | 24 settembre 2008 | Spacewatch                |
| 733794 | 2014 UO170               | 2 ottobre 2006    | Mount Lemmon Survey       |
| 733795 | 2014 UU171               | 25 novembre 2009  | Mount Lemmon Survey       |
| 733796 | 2014 UK172               | 14 dicembre 2004  | Spacewatch                |
| 733797 | 2014 UT172               | 28 ottobre 2014   | Mount Lemmon Survey       |
| 733798 | 2014 UQ174               | 12 novembre 2001  | SDSS Collaboration        |
| 733799 | 2014 UA175               | 18 novembre 2009  | Spacewatch                |
| 733800 | 2014 UT176               | 15 ottobre 2014   | Spacewatch                |

## 733801–733900
| Nome   | Designazione provvisoria | Data di scoperta  | Scopritore                   |
| ------ | ------------------------ | ----------------- | ---------------------------- |
| 733801 | 2014 UP178               | 12 settembre 2007 | Mount Lemmon Survey          |
| 733802 | 2014 UH179               | 17 settembre 2003 | Spacewatch                   |
| 733803 | 2014 UE180               | 16 agosto 1995    | AMOS                         |
| 733804 | 2014 UE182               | 27 novembre 2009  | Mount Lemmon Survey          |
| 733805 | 2014 UD186               | 9 marzo 2011      | Mount Lemmon Survey          |
| 733806 | 2014 UP187               | 28 ottobre 2014   | Pan-STARRS                   |
| 733807 | 2014 UD189               | 19 settembre 2003 | NEAT                         |
| 733808 | 2014 UA195               | 18 settembre 2014 | Pan-STARRS                   |
| 733809 | 2014 UG196               | 23 settembre 2014 | Mount Lemmon Survey          |
| 733810 | 2014 UH196               | 5 ottobre 2014    | Mount Lemmon Survey          |
| 733811 | 2014 UF201               | 17 marzo 2005     | Mount Lemmon Survey          |
| 733812 | 2014 UY201               | 28 ottobre 2014   | Pan-STARRS                   |
| 733813 | 2014 UJ202               | 3 ottobre 2014    | Mount Lemmon Survey          |
| 733814 | 2014 UX203               | 3 marzo 2000      | Spacewatch                   |
| 733815 | 2014 UJ204               | 30 dicembre 2007  | Spacewatch                   |
| 733816 | 2014 UV205               | 23 agosto 2008    | Spacewatch                   |
| 733817 | 2014 UR207               | 2 settembre 2014  | Pan-STARRS                   |
| 733818 | 2014 UA209               | 17 aprile 2008    | Mount Lemmon Survey          |
| 733819 | 2014 UP211               | 26 ottobre 2009   | Mount Lemmon Survey          |
| 733820 | 2014 UC212               | 13 marzo 2007     | Mount Lemmon Survey          |
| 733821 | 2014 UG212               | 4 maggio 2009     | Mount Lemmon Survey          |
| 733822 | 2014 UT212               | 19 settembre 2009 | Mount Lemmon Survey          |
| 733823 | 2014 UY213               | 6 settembre 2008  | CSS                          |
| 733824 | 2014 UL215               | 9 maggio 2007     | Spacewatch                   |
| 733825 | 2014 UN215               | 1 luglio 2013     | Pan-STARRS                   |
| 733826 | 2014 UG217               | 4 gennaio 2010    | Spacewatch                   |
| 733827 | 2014 UR217               | 8 luglio 2003     | NEAT                         |
| 733828 | 2014 UT217               | 22 novembre 2009  | Mount Lemmon Survey          |
| 733829 | 2014 UV217               | 25 novembre 2009  | Mount Lemmon Survey          |
| 733830 | 2014 UA218               | 11 agosto 2008    | J. Skvarč                    |
| 733831 | 2014 UK223               | 25 ottobre 2014   | Space Surveillance Telescope |
| 733832 | 2014 UJ227               | 2 dicembre 2010   | CSS                          |
| 733833 | 2014 UQ227               | 11 ottobre 2010   | Mount Lemmon Survey          |
| 733834 | 2014 UQ230               | 14 settembre 2007 | Mount Lemmon Survey          |
| 733835 | 2014 UA232               | 16 luglio 2013    | Pan-STARRS                   |
| 733836 | 2014 UC232               | 22 ottobre 2014   | Spacewatch                   |
| 733837 | 2014 UM232               | 10 dicembre 2009  | Mount Lemmon Survey          |
| 733838 | 2014 UA233               | 24 ottobre 2014   | Spacewatch                   |
| 733839 | 2014 UN233               | 16 ottobre 2014   | Mount Lemmon Survey          |
| 733840 | 2014 UU233               | 16 luglio 2013    | Pan-STARRS                   |
| 733841 | 2014 UQ236               | 26 ottobre 2014   | Mount Lemmon Survey          |
| 733842 | 2014 UL239               | 29 ottobre 2014   | Pan-STARRS                   |
| 733843 | 2014 UT240               | 26 febbraio 2011  | Mount Lemmon Survey          |
| 733844 | 2014 UZ240               | 19 marzo 2007     | Mount Lemmon Survey          |
| 733845 | 2014 UE255               | 31 ottobre 2014   | Mount Lemmon Survey          |
| 733846 | 2014 UT255               | 28 ottobre 2014   | Pan-STARRS                   |
| 733847 | 2014 UZ260               | 28 ottobre 2014   | Pan-STARRS                   |
| 733848 | 2014 UG261               | 28 ottobre 2014   | Pan-STARRS                   |
| 733849 | 2014 UY261               | 15 ottobre 2014   | Spacewatch                   |
| 733850 | 2014 UB274               | 16 ottobre 2014   | Spacewatch                   |
| 733851 | 2014 UM276               | 22 ottobre 2005   | Spacewatch                   |
| 733852 | 2014 UL280               | 28 ottobre 2014   | Pan-STARRS                   |
| 733853 | 2014 UR282               | 6 marzo 2011      | W. Bickel                    |
| 733854 | 2014 US283               | 9 novembre 2009   | Mount Lemmon Survey          |
| 733855 | 2014 VJ                  | 21 agosto 2008    | Spacewatch                   |
| 733856 | 2014 VM3                 | 3 agosto 2008     | SSS                          |
| 733857 | 2014 VS3                 | 28 gennaio 2011   | Mount Lemmon Survey          |
| 733858 | 2014 VF4                 | 17 ottobre 2014   | Mount Lemmon Survey          |
| 733859 | 2014 VL4                 | 5 luglio 2003     | Spacewatch                   |
| 733860 | 2014 VR6                 | 19 dicembre 2003  | Spacewatch                   |
| 733861 | 2014 VK8                 | 12 marzo 2011     | Mount Lemmon Survey          |
| 733862 | 2014 VH10                | 5 agosto 2008     | SSS                          |
| 733863 | 2014 VZ13                | 8 marzo 2005      | CSS                          |
| 733864 | 2014 VJ14                | 10 novembre 2009  | Spacewatch                   |
| 733865 | 2014 VO14                | 8 aprile 2002     | M. W. Buie, A. B. Jordan     |
| 733866 | 2014 VW15                | 21 ottobre 2014   | Mount Lemmon Survey          |
| 733867 | 2014 VD21                | 20 ottobre 2003   | Spacewatch                   |
| 733868 | 2014 VE26                | 1 ottobre 2008    | Spacewatch                   |
| 733869 | 2014 VP27                | 23 ottobre 2003   | Spacewatch                   |
| 733870 | 2014 VC30                | 3 ottobre 2014    | Mount Lemmon Survey          |
| 733871 | 2014 VE31                | 24 settembre 2008 | Mount Lemmon Survey          |
| 733872 | 2014 VQ31                | 19 novembre 2009  | Spacewatch                   |
| 733873 | 2014 VS34                | 19 novembre 2009  | Mount Lemmon Survey          |
| 733874 | 2014 VL35                | 31 agosto 2014    | Pan-STARRS                   |
| 733875 | 2014 VR36                | 25 ottobre 2014   | Pan-STARRS                   |
| 733876 | 2014 VA38                | 16 settembre 2003 | NEAT                         |
| 733877 | 2014 VL39                | 23 settembre 2008 | Spacewatch                   |
| 733878 | 2014 VN42                | 1 novembre 2014   | Mount Lemmon Survey          |
| 733879 | 2014 WD2                 | 25 ottobre 2005   | Mount Lemmon Survey          |
| 733880 | 2014 WN2                 | 23 settembre 2008 | Spacewatch                   |
| 733881 | 2014 WV2                 | 3 dicembre 2003   | LONEOS                       |
| 733882 | 2014 WW3                 | 21 marzo 2010     | WISE                         |
| 733883 | 2014 WX8                 | 12 settembre 2001 | Spacewatch                   |
| 733884 | 2014 WJ10                | 14 settembre 2007 | Mount Lemmon Survey          |
| 733885 | 2014 WL10                | 17 ottobre 2014   | Spacewatch                   |
| 733886 | 2014 WF13                | 21 ottobre 2014   | Spacewatch                   |
| 733887 | 2014 WU15                | 18 settembre 2009 | Spacewatch                   |
| 733888 | 2014 WB17                | 2 aprile 2011     | Mount Lemmon Survey          |
| 733889 | 2014 WH17                | 4 novembre 2007   | Spacewatch                   |
| 733890 | 2014 WS17                | 20 dicembre 2009  | Mount Lemmon Survey          |
| 733891 | 2014 WD19                | 28 luglio 2007    | Osservatorio di Mauna Kea    |
| 733892 | 2014 WU20                | 17 novembre 2014  | Mount Lemmon Survey          |
| 733893 | 2014 WM22                | 19 novembre 2003  | Spacewatch                   |
| 733894 | 2014 WY22                | 21 marzo 2010     | WISE                         |
| 733895 | 2014 WB24                | 31 ottobre 2005   | Spacewatch                   |
| 733896 | 2014 WD27                | 17 agosto 2009    | Spacewatch                   |
| 733897 | 2014 WT29                | 9 aprile 2010     | Spacewatch                   |
| 733898 | 2014 WN33                | 18 febbraio 2010  | WISE                         |
| 733899 | 2014 WJ38                | 25 marzo 2006     | NEAT                         |
| 733900 | 2014 WO38                | 31 luglio 2009    | Spacewatch                   |

## 733901–734000
| Nome   | Designazione provvisoria | Data di scoperta  | Scopritore          |
| ------ | ------------------------ | ----------------- | ------------------- |
| 733901 | 2014 WV38                | 25 ottobre 2014   | Pan-STARRS          |
| 733902 | 2014 WG40                | 17 novembre 2014  | Pan-STARRS          |
| 733903 | 2014 WS40                | 19 aprile 2006    | Mount Lemmon Survey |
| 733904 | 2014 WM41                | 27 dicembre 2011  | Mount Lemmon Survey |
| 733905 | 2014 WH43                | 19 novembre 2003  | Spacewatch          |
| 733906 | 2014 WU43                | 6 aprile 2010     | WISE                |
| 733907 | 2014 WB45                | 1 aprile 2011     | Spacewatch          |
| 733908 | 2014 WB50                | 22 ottobre 2014   | Spacewatch          |
| 733909 | 2014 WP54                | 10 aprile 2010    | WISE                |
| 733910 | 2014 WA55                | 13 dicembre 2010  | Mount Lemmon Survey |
| 733911 | 2014 WN57                | 16 febbraio 2010  | Spacewatch          |
| 733912 | 2014 WO64                | 2 ottobre 2014    | Mount Lemmon Survey |
| 733913 | 2014 WQ64                | 21 settembre 2008 | Spacewatch          |
| 733914 | 2014 WN67                | 25 ottobre 2008   | Spacewatch          |
| 733915 | 2014 WJ68                | 27 marzo 2010     | WISE                |
| 733916 | 2014 WV71                | 16 novembre 2014  | Mount Lemmon Survey |
| 733917 | 2014 WU72                | 16 maggio 2013    | Pan-STARRS          |
| 733918 | 2014 WG73                | 17 novembre 2014  | Spacewatch          |
| 733919 | 2014 WS76                | 9 luglio 2013     | Pan-STARRS          |
| 733920 | 2014 WQ79                | 13 dicembre 2010  | Mount Lemmon Survey |
| 733921 | 2014 WU81                | 15 ottobre 2009   | Mount Lemmon Survey |
| 733922 | 2014 WW82                | 14 marzo 2011     | Spacewatch          |
| 733923 | 2014 WB83                | 23 novembre 1997  | Spacewatch          |
| 733924 | 2014 WV84                | 1 settembre 2005  | Spacewatch          |
| 733925 | 2014 WJ88                | 27 aprile 2012    | Pan-STARRS          |
| 733926 | 2014 WP88                | 14 ottobre 2014   | Spacewatch          |
| 733927 | 2014 WH89                | 17 novembre 2014  | Mount Lemmon Survey |
| 733928 | 2014 WP89                | 22 aprile 2007    | Mount Lemmon Survey |
| 733929 | 2014 WQ89                | 17 novembre 2014  | Mount Lemmon Survey |
| 733930 | 2014 WU89                | 29 aprile 2012    | Mount Lemmon Survey |
| 733931 | 2014 WG90                | 22 ottobre 2014   | Spacewatch          |
| 733932 | 2014 WJ90                | 17 novembre 2009  | Spacewatch          |
| 733933 | 2014 WB92                | 2 novembre 2007   | Spacewatch          |
| 733934 | 2014 WV92                | 28 maggio 2008    | Mount Lemmon Survey |
| 733935 | 2014 WY92                | 7 gennaio 2010    | Spacewatch          |
| 733936 | 2014 WO93                | 16 maggio 2012    | Mount Lemmon Survey |
| 733937 | 2014 WY93                | 24 novembre 2009  | Spacewatch          |
| 733938 | 2014 WX94                | 6 marzo 2011      | Mount Lemmon Survey |
| 733939 | 2014 WZ96                | 4 agosto 2002     | NEAT                |
| 733940 | 2014 WB97                | 17 novembre 2014  | Mount Lemmon Survey |
| 733941 | 2014 WS100               | 26 settembre 2003 | SDSS Collaboration  |
| 733942 | 2014 WR101               | 1 maggio 2012     | Mount Lemmon Survey |
| 733943 | 2014 WN103               | 10 marzo 2003     | Spacewatch          |
| 733944 | 2014 WQ105               | 2 ottobre 2014    | Pan-STARRS          |
| 733945 | 2014 WC107               | 18 novembre 2014  | Mount Lemmon Survey |
| 733946 | 2014 WK109               | 5 settembre 2008  | Spacewatch          |
| 733947 | 2014 WP111               | 25 ottobre 2014   | Spacewatch          |
| 733948 | 2014 WN114               | 10 gennaio 2006   | Mount Lemmon Survey |
| 733949 | 2014 WA115               | 30 ottobre 2014   | Mount Lemmon Survey |
| 733950 | 2014 WS115               | 2 marzo 2006      | Spacewatch          |
| 733951 | 2014 WP116               | 24 settembre 2014 | Spacewatch          |
| 733952 | 2014 WH117               | 13 gennaio 2010   | Mount Lemmon Survey |
| 733953 | 2014 WA119               | 20 novembre 2014  | Mount Lemmon Survey |
| 733954 | 2014 WL119               | 16 marzo 2010     | WISE                |
| 733955 | 2014 WT119               | 12 gennaio 2006   | NEAT                |
| 733956 | 2014 WA120               | 26 ottobre 2014   | Pan-STARRS          |
| 733957 | 2014 WS122               | 24 ottobre 2008   | Spacewatch          |
| 733958 | 2014 WX122               | 4 gennaio 2003    | Spacewatch          |
| 733959 | 2014 WX123               | 16 novembre 2014  | Mount Lemmon Survey |
| 733960 | 2014 WW124               | 16 novembre 2014  | Mount Lemmon Survey |
| 733961 | 2014 WL126               | 9 ottobre 2008    | Mount Lemmon Survey |
| 733962 | 2014 WN126               | 16 novembre 2014  | Mount Lemmon Survey |
| 733963 | 2014 WE127               | 16 novembre 2014  | Mount Lemmon Survey |
| 733964 | 2014 WO129               | 15 febbraio 2010  | WISE                |
| 733965 | 2014 WK131               | 13 febbraio 2002  | SDSS Collaboration  |
| 733966 | 2014 WR132               | 16 ottobre 2009   | Mount Lemmon Survey |
| 733967 | 2014 WU132               | 2 ottobre 2008    | Mount Lemmon Survey |
| 733968 | 2014 WZ136               | 10 ottobre 2008   | Mount Lemmon Survey |
| 733969 | 2014 WU137               | 17 novembre 2014  | Pan-STARRS          |
| 733970 | 2014 WG140               | 17 novembre 2014  | Pan-STARRS          |
| 733971 | 2014 WH144               | 8 ottobre 2007    | Mount Lemmon Survey |
| 733972 | 2014 WG145               | 4 marzo 2005      | CSS                 |
| 733973 | 2014 WH147               | 15 ottobre 2014   | Mount Lemmon Survey |
| 733974 | 2014 WT149               | 25 ottobre 2014   | Mount Lemmon Survey |
| 733975 | 2014 WE151               | 24 ottobre 2014   | Spacewatch          |
| 733976 | 2014 WT155               | 4 novembre 2007   | Mount Lemmon Survey |
| 733977 | 2014 WJ159               | 18 aprile 2012    | Spacewatch          |
| 733978 | 2014 WY162               | 24 ottobre 2008   | Mount Lemmon Survey |
| 733979 | 2014 WK163               | 22 ottobre 2003   | Spacewatch          |
| 733980 | 2014 WF164               | 9 ottobre 2004    | Spacewatch          |
| 733981 | 2014 WP167               | 23 ottobre 2003   | Spacewatch          |
| 733982 | 2014 WV167               | 12 aprile 2005    | Mount Lemmon Survey |
| 733983 | 2014 WV168               | 14 settembre 2007 | Mount Lemmon Survey |
| 733984 | 2014 WU174               | 19 gennaio 2004   | Spacewatch          |
| 733985 | 2014 WH177               | 22 ottobre 2014   | Spacewatch          |
| 733986 | 2014 WM178               | 28 settembre 2009 | Mount Lemmon Survey |
| 733987 | 2014 WT178               | 20 aprile 2013    | Spacewatch          |
| 733988 | 2014 WM179               | 2 ottobre 2014    | Pan-STARRS          |
| 733989 | 2014 WF180               | 29 marzo 2010     | WISE                |
| 733990 | 2014 WQ180               | 2 ottobre 2014    | Pan-STARRS          |
| 733991 | 2014 WH182               | 18 settembre 2003 | NEAT                |
| 733992 | 2014 WK183               | 21 settembre 2009 | Spacewatch          |
| 733993 | 2014 WZ185               | 30 luglio 2010    | WISE                |
| 733994 | 2014 WO186               | 20 novembre 2014  | Pan-STARRS          |
| 733995 | 2014 WX187               | 14 luglio 2001    | NEAT                |
| 733996 | 2014 WJ188               | 20 novembre 2014  | Pan-STARRS          |
| 733997 | 2014 WL188               | 20 novembre 2014  | Pan-STARRS          |
| 733998 | 2014 WU189               | 20 novembre 2014  | Pan-STARRS          |
| 733999 | 2014 WP191               | 18 novembre 2003  | Spacewatch          |
| 734000 | 2014 WM194               | 16 marzo 2010     | WISE                |